# Samuel Pökälä
Samuel Pökälä (Asikkala, 14 augustus 1990) is een Fins wielrenner.

## Carrière
In 2013 nam Pökälä als Fins kampioen deel aan het wereldkampioenschap tijdrijden. Hier eindigde hij op ruim acht minuten van winnaar Tony Martin op plek 64.
In 2014 reed Pökälä namens zijn club TWD-Länken naar een derde plaats op het nationale wegkampioenschap, na eerder al de nationale tijdrittitel op zijn naam te hebben geschreven. Een maand later voegde hij daar nog een bronzen medaille op het mountainbikeonderdeel cross-country aan toe. Aan het eind van het seizoen werd Pökälä elfde in de Chrono des Nations, een tijdrit over 51,5 kilometer in en rond Les Herbiers.
In 2015 vertrok Pökälä naar het Franse Vélo Club Pays de Loudéac. Dat jaar won hij naast zijn derde nationale tijdrittitel op rij voor het eerst de wegwedstrijd op het Fins kampioenschap. Een week voor de Finse kampioenschappen nam Pökälä deel aan de Europese Spelen, waar hij op plek 28 eindigde in de tijdrit en de wegrit niet uitreed.

## Belangrijkste overwinningen
2012
 Fins kampioen veldrijden, Elite
2013
 Fins kampioen veldrijden, Elite
 Fins kampioen tijdrijden, Elite
2014
 Fins kampioen tijdrijden, Elite
Tartu
2015
 Fins kampioen tijdrijden, Elite
 Fins kampioen op de weg, Elite
2016
 Fins kampioen tijdrijden, Elite